# Rio Costeşti (Balta)
O Rio Costeşti é um rio da Romênia, afluente do Balta, localizado no distrito de Mehedinţi.